# Эрлс-корт (выставочный центр)
Выставочный центр «Эрлс Корт» (англ. Earls Court Exhibition Centre) — британский выставочный и спортивный центр в Лондоне, расположенный в боро Кенсингтон и Челси недалеко от станций метро Эрлс-Корт и Вест-Бромптон. Являлся самым крупным сооружением подобного типа в Лондоне. На время спортивных соревнований мог принимать до 19 тысяч зрителей.

## Состоявшиеся мероприятия
«Эрлс Корт» являлся местом проведения многочисленных культурных и спортивных мероприятий. Так, в течение 11 лет с 2000 по 2010 годы здесь вручалась премия BRIT Awards, также здесь в 1988 году состоялась постановка оперы «Аида», а в 1994 году дала свой концерт группа Pink Floyd в рамках презентации альбома The Division Bell. В 1948 и 2012 годах в центре прошли соревнования Олимпийских игр: в 1948 году здесь проводились соревнования по боксу, борьбе, тяжёлой атлетике и гимнастике, а в 2012 году прошли матчи волейбольных турниров для мужчин и женщин, в том числе и финальные поединки.

## Снос
Владельцем прав на реконструкцию является компания Capital & Counties Properties PLC, более известная как Capco. Долгое время велась дискуссия о возможном сносе центра и строительстве нового центра: свободное место должно намечалось занять жилыми домами с 8 тысячами квартир. 
Снос был начат в декабре 2014 года.